# Formigueret pitgroc
El formigueret pitgroc (Herpsilochmus axillaris) és una espècie d'ocell de la família dels tamnofílids (Thamnophilidae).

## Hàbitat i distribució
Habita la selva pluvial, localment al sud-oest de Colòmbia, est d'Equador i est de Perú.